# Aranyos baraboly
Az aranyos baraboly ( Chaerophyllum aureum) a zellerfélék családjába tartozó, Európában és Nyugat-Ázsiában honos növényfaj. 

## Megjelenése
Az aranyos baraboly 80-120 cm magas, lágy szárú, évelő növény. Szögletes szára elállóan szőrös, általában vörösen foltos. Levele háromszorosan-négyszeresen szárnyalt, az elsőrendű szárnyak vége hosszan kihúzott.
Virágzata ernyős, 9-20 sugarú. Virágai fehérek. A bibeszál két-háromszor hosszabb a vánkosnál, éretten lehajló. A gallérkák (az egyes virágocskák fellevelei) pillásak, hegyes csúcsúak. 
A termés 8–12 mm hosszú, sárgásbarna, kopasz.  

## Elterjedése és élőhelye
Eurázsiában honos, Észak-Spanyolországtól a Kaukázusig (Iránig). Inkább Közép-és Dél-Európában gyakori, észak felé fokozatosan ritkul. Magyarországon a Mecsekben (korábban szigetszerűen a Kisalföldön is) ismertek állományai. 
Hegyvidéki erdők lakója, elérheti a szubalpin régiót is. Magyarországon gyertyános-tölgyesekben, kisebb mértékben bükkösökben él, Nyugat-Európában a nedvesebb klíma miatt az erdőszéleken, tisztásokon is megtalálható. A meszes, tápanyagban gazdag, üde talajt kedveli. 
Június-júliusban virágzik.
Magyarországon 2001 óta védett, természetvédelmi értéke 5 000 Ft. 

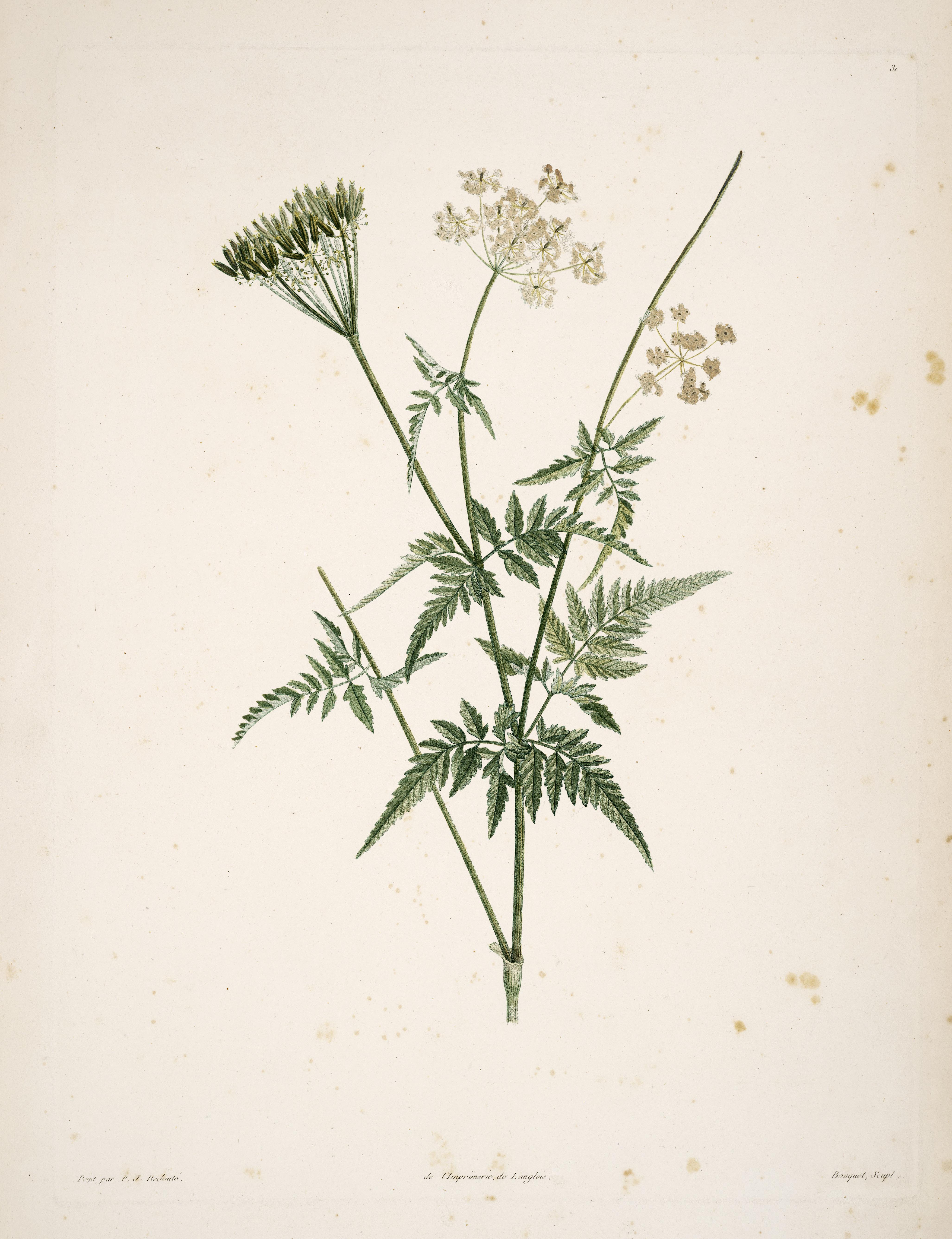
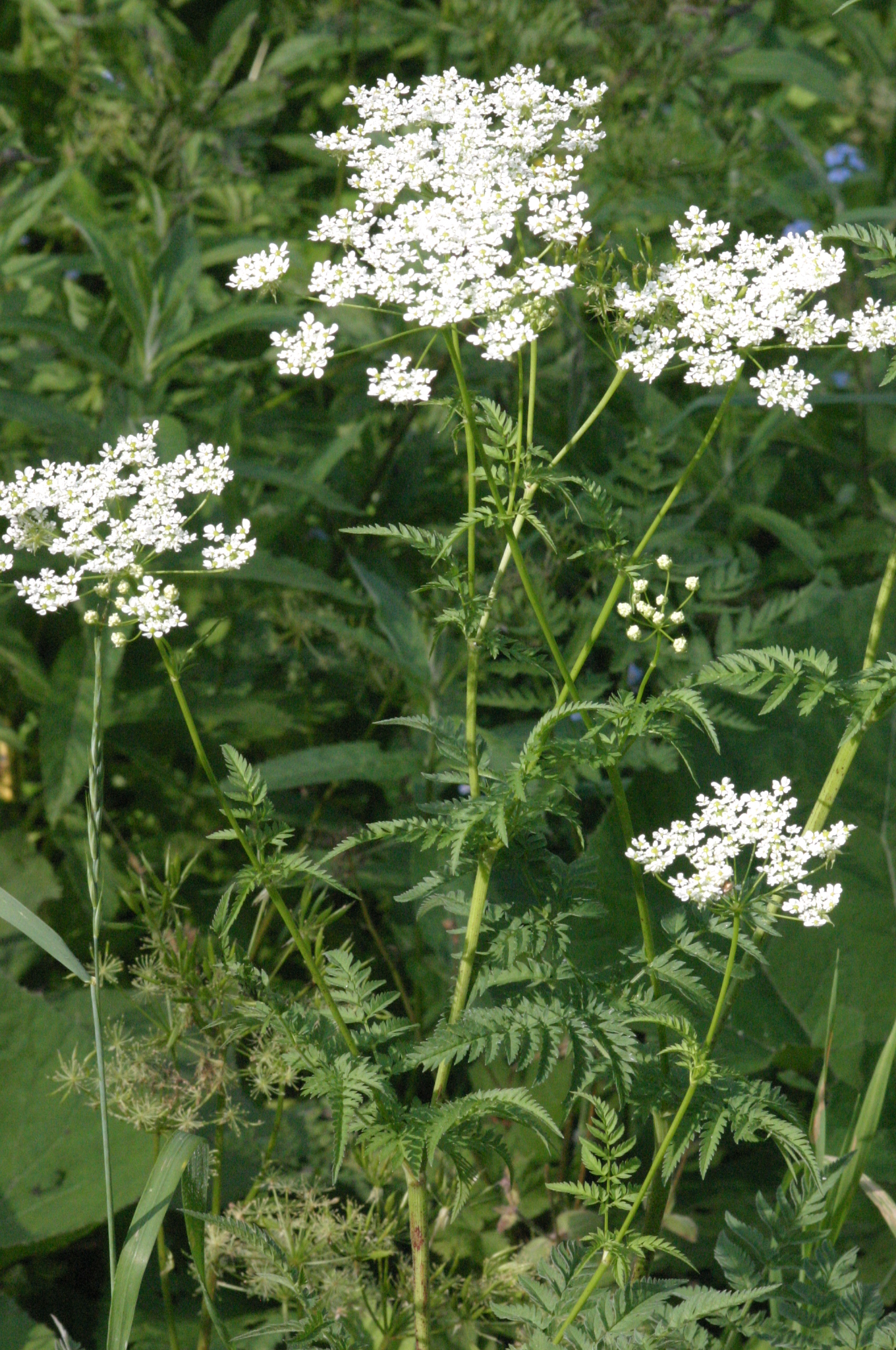
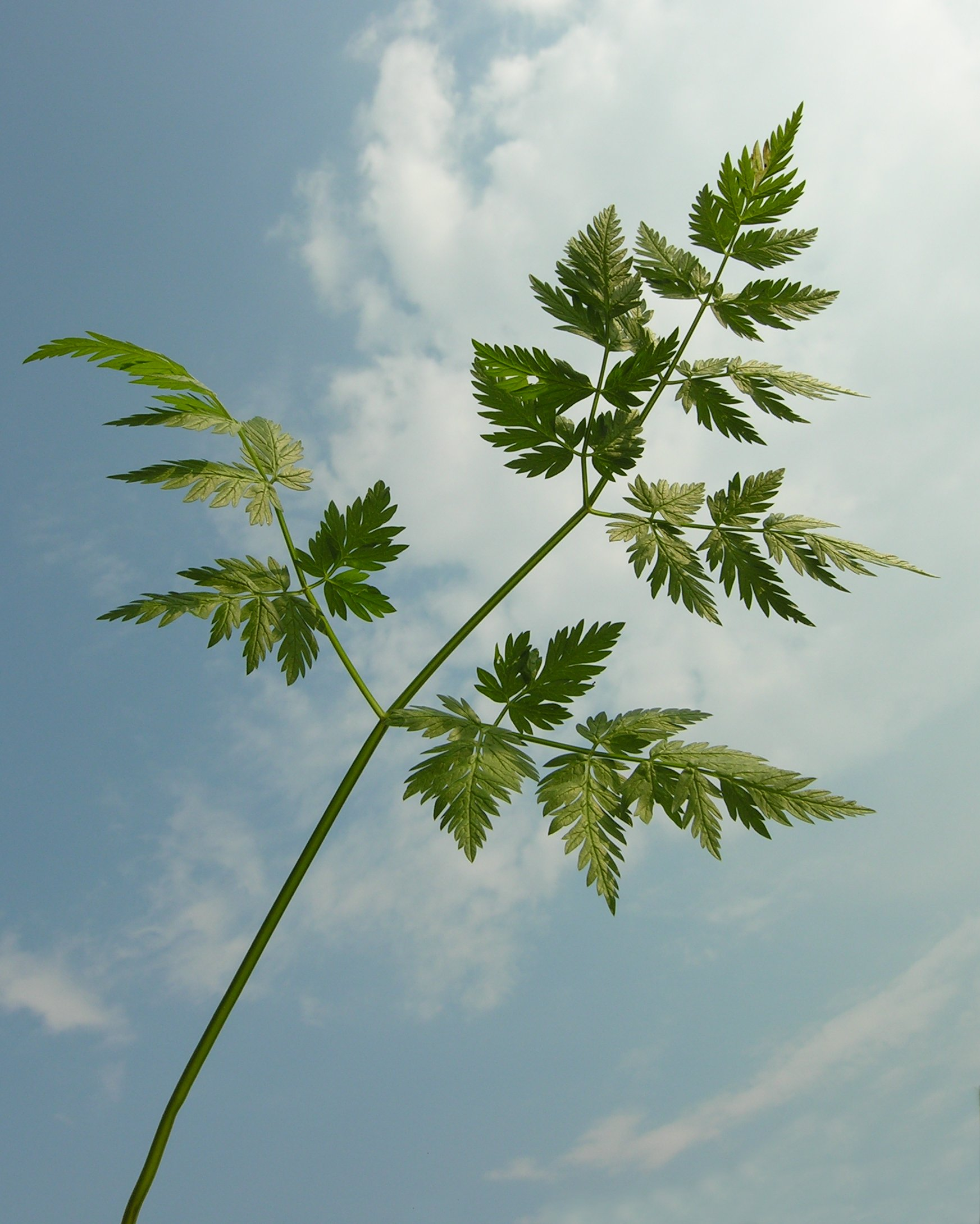
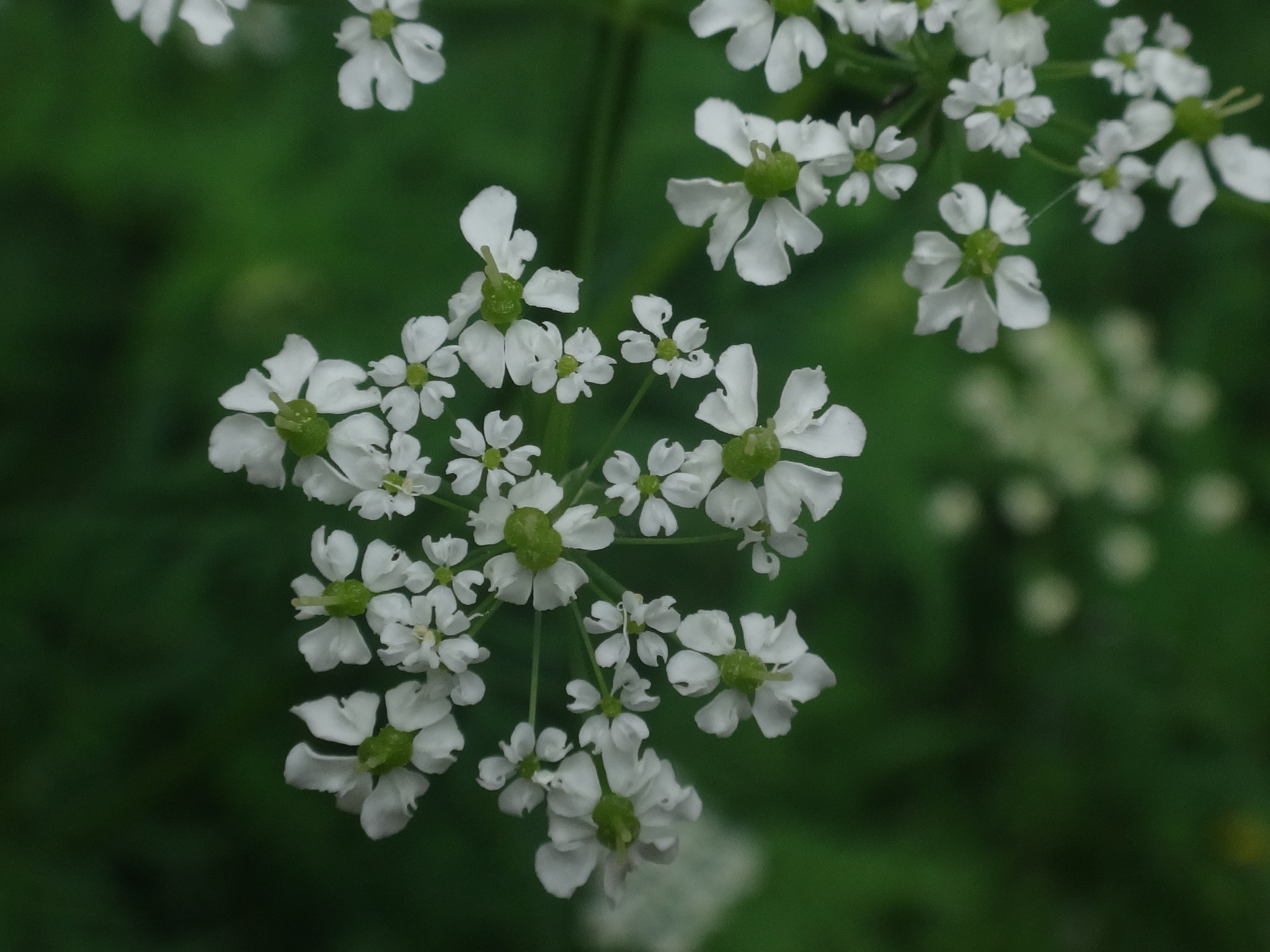
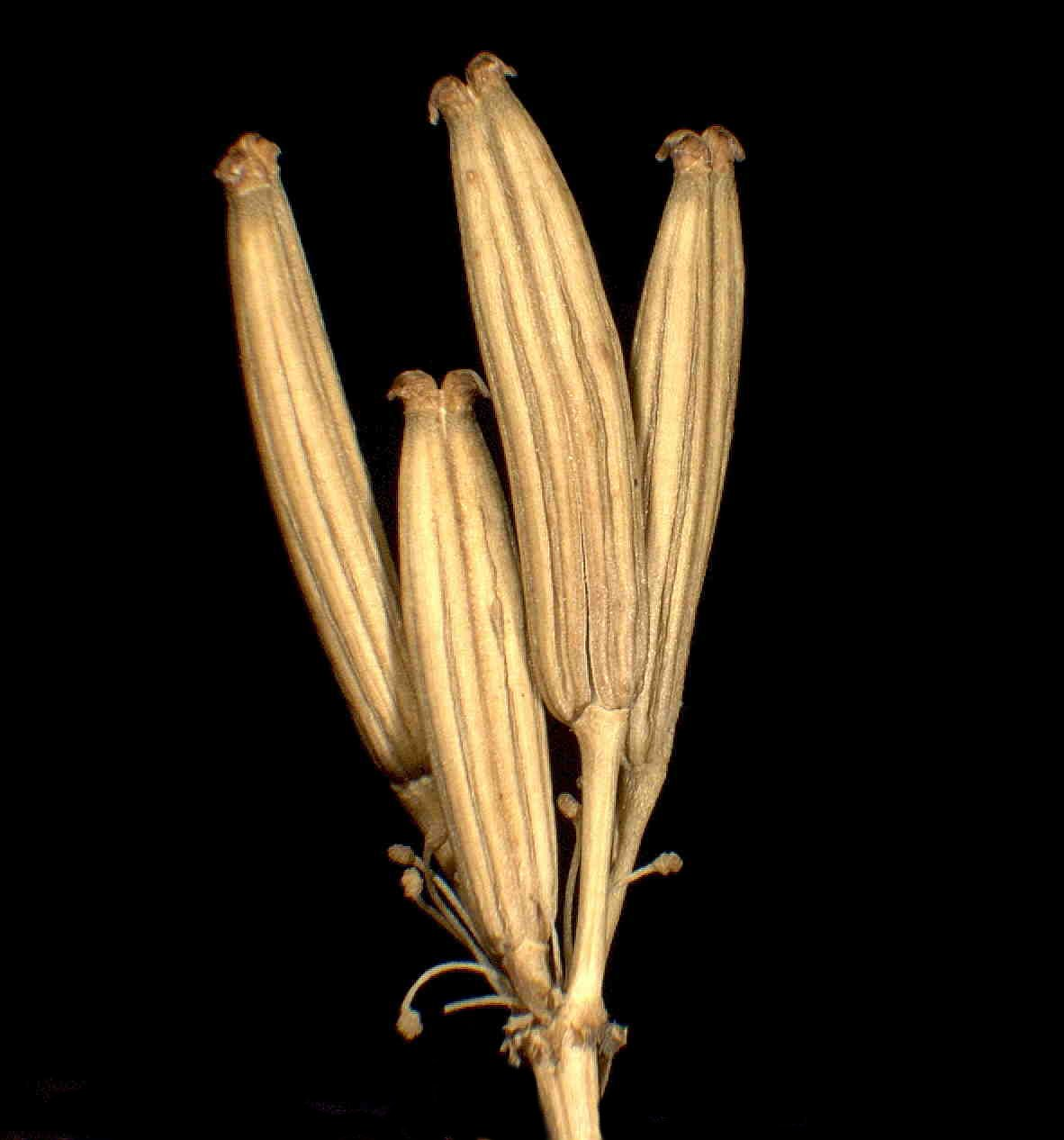